# 丰克莱罗
丰克莱罗（法語：Fontclaireau，法語發音：[fɔ̃klɛʁo]）是法国夏朗德省的一个旧市镇，属于孔福朗区。
丰克莱罗自2023年1月1日起与相邻的芒勒合并，成为芒勒莱枫丹新市镇的一部分。

## 地理
丰克莱罗（45°53'41"N, 0°12'9"E）面积5.61 平方千米，位于法国新阿基坦大区夏朗德省，该省份为法国西部内陆省份，北起德塞夫勒省和维埃纳省，东临上维埃纳省，东南至多尔多涅省，南至多爾多涅省，西接滨海夏朗德省。
与丰克莱罗接壤的市镇（或旧市镇、城区）包括：丰特尼耶、利谢尔、芒勒、穆通、皮雷欧。

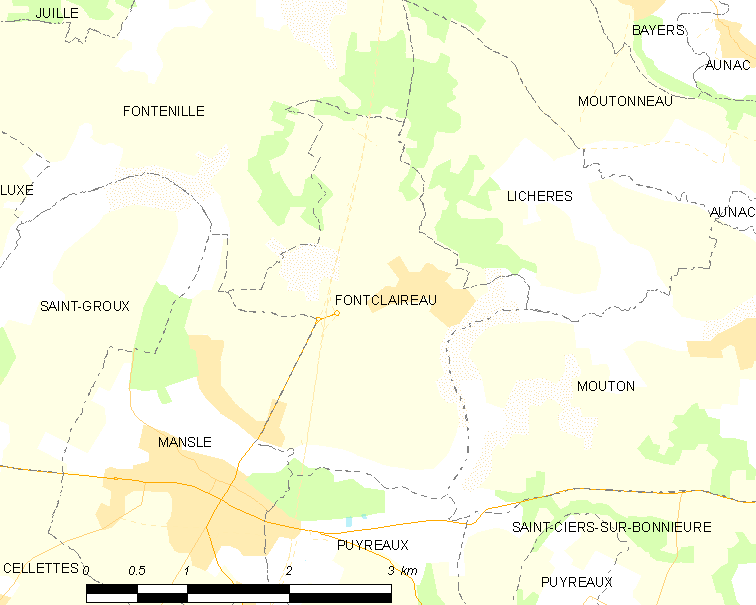
丰克莱罗的OSM定位图

丰克莱罗的时区为UTC+01:00、UTC+02:00（夏令时）。

## 行政
丰克莱罗的邮政编码为16230，INSEE市镇编码为16140。

## 政治
丰克莱罗所属的省级选区为布瓦克斯-芒卢瓦县。

## 人口

1962-2008年间丰克莱罗人口变化图示

丰克莱罗于2020年1月1日时的人口数量为436人。